# Jaderná elektrárna Grafenrheinfeld
Jaderná elektrárna Grafenrheinfeld je německá jaderná elektrárna, která se nachází nedaleko bavorského Schweinfurtu. Disponuje jedním tlakovodním reaktorem, jenž byl v červnu 2015 odstaven. Elektrárnu provozovala společnost E.ON.
Výstavba elektrárny byla zahájena v roce 1974 a do sítě byla připojena v roce 1981. Z provozu byla svým provozovatelem elektrárna odstavena 28. června 2015, ačkoli podle harmonogramu postupného odstavování německých jaderných elektráren měla zastavit činnost na konci roku 2015.